# Sztabinki
Sztabinki – wieś w Polsce położona w województwie podlaskim, w powiecie sejneńskim, w gminie Sejny.

## Historia
Sztabiki to dawna wieś szlachecka, która w końcu XVIII wieku położona była w powiecie grodzieńskim województwa trockiego Wielkiego Księstwa Litewskiego. 
Według Pierwszego Powszechnego Spisu Ludności, przeprowadzonego w 1921 r., Sztabinki liczyły 134 mieszkańców (70 kobiet i 64 mężczyzn), zamieszkałych w 24 domach. Zdecydowana większość mieszkańców wsi, w liczbie 112 osób, zadeklarowała wyznanie staroobrzędowe. Pozostali zgłosili wyznanie rzymskokatolickie (22 osoby). Podział religijny mieszkańców miejscowości pokrywał się z ich strukturą narodowo-etniczną, bowiem 112 osób zadeklarowało narodowość rosyjską, a pozostałe 22 osoby zgłosiły narodowość polską.
W latach 1975–1998 miejscowość administracyjnie należała do województwa suwalskiego.

## O wsi

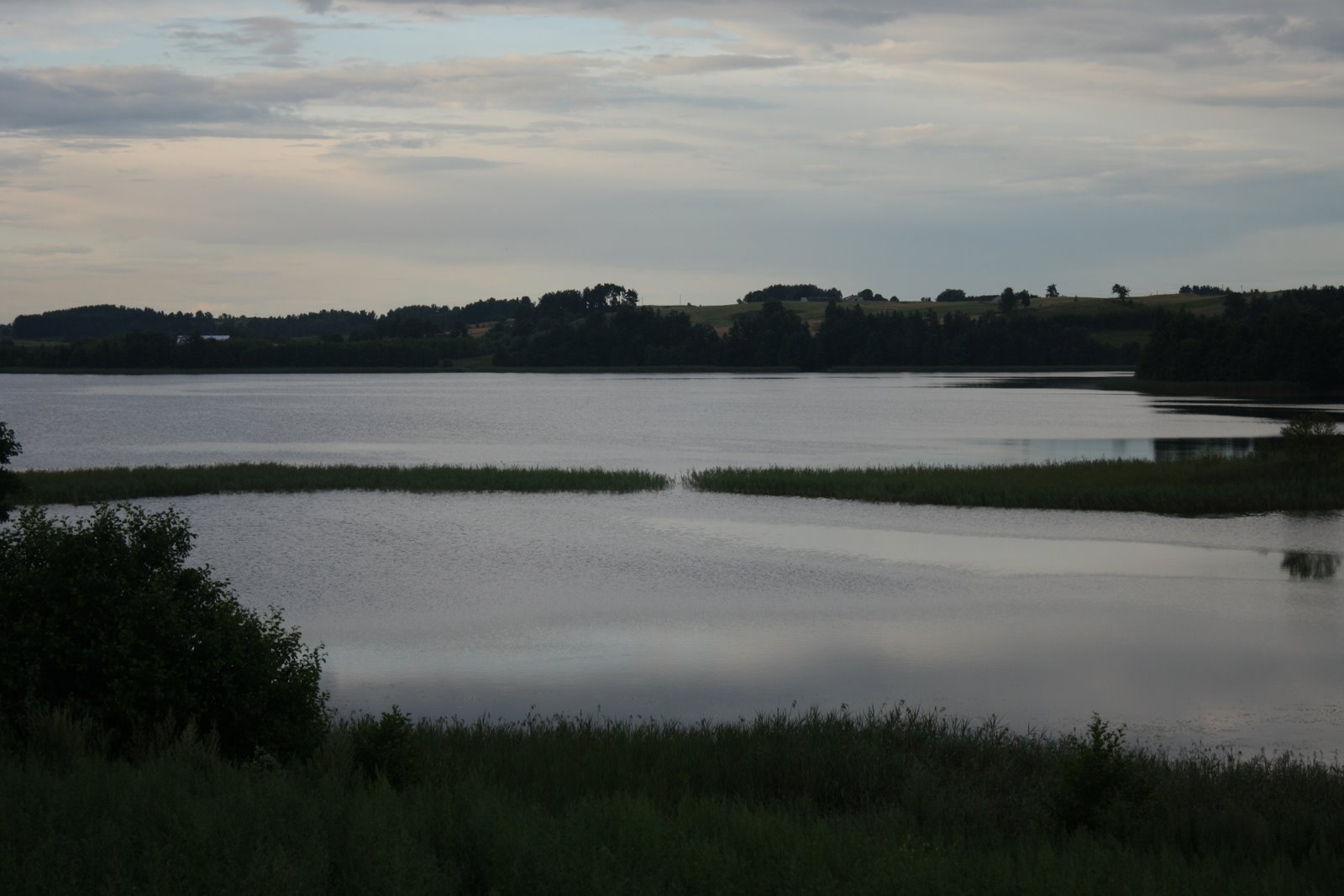
Jezioro Sztabinki

We wsi (na wschodnim brzegu jeziora Sztabinki) znajduje się unikatowy cmentarz staroobrzędowców (odłam prawosławia) – jedna z nielicznych tego typu nekropolii w województwie podlaskim jak i w kraju. Staroobrzędowcy zaczęli osiedlać się w okolicach Sejn w I połowie XIX w. w celu uniknięcia prześladowań religijnych w Rosji.
W Sztabinkach istniała molenna, rozebrana przez hitlerowców w 1941 r. Współcześnie społeczność staroobrzędowa ze Sztabinek należy do parafii funkcjonującej przy molennie w Suwałkach.